# Kościół Chrystusa Króla w Göteborgu
Kościół pw. Chrystusa Króla w Göteborgu (szw. Kristus Konungen kyrka) – świątynia rzymskokatolicka, trójnawowa, wybudowana w stylu arkadowym, mieszcząca się przy Parkgatan 14 w Göteborgu.  
Kościół należy do parafii Chrystusa Króla, najstarszej katolickiej parafii w Göteborgu, założonej w 1862 roku. Społeczność katolicka od 1865 r. dysponowała własnym kościołem pw. św. Józefa, który znajdował się przy Spannmålsgatan. W 1928 r. parafia wykupiła wolne miejsca w dzielnicy Heden w celu postawienia tam nowej świątyni, szkoły oraz plebanii. 31 października 1937 r. położono kamień węgielny pod budowę kościoła, a 2 października 1938 r. odbyła się w nim pierwsza msza. Od 1951 w kościele znajduje się mozaika przedstawiająca Chrystusa Króla (największa w Skandynawii), którą ufundował papież Pius XII. W dniach 20–21 października tego samego roku miała miejsce konsekracja świątyni; była to pierwsza konsekracja kościoła w Szwecji od czasów reformacji.
W kościele codziennie odbywają się msze. Msze są prowadzone w kilku językach:
- szwedzkim
- polskim
- słoweńskim
- hiszpańskim
- arabskim
- włoskim
- chorwackim
- gyyz

Przy kościele działa szkoła katolicka oraz księgarnia.